# حماقت

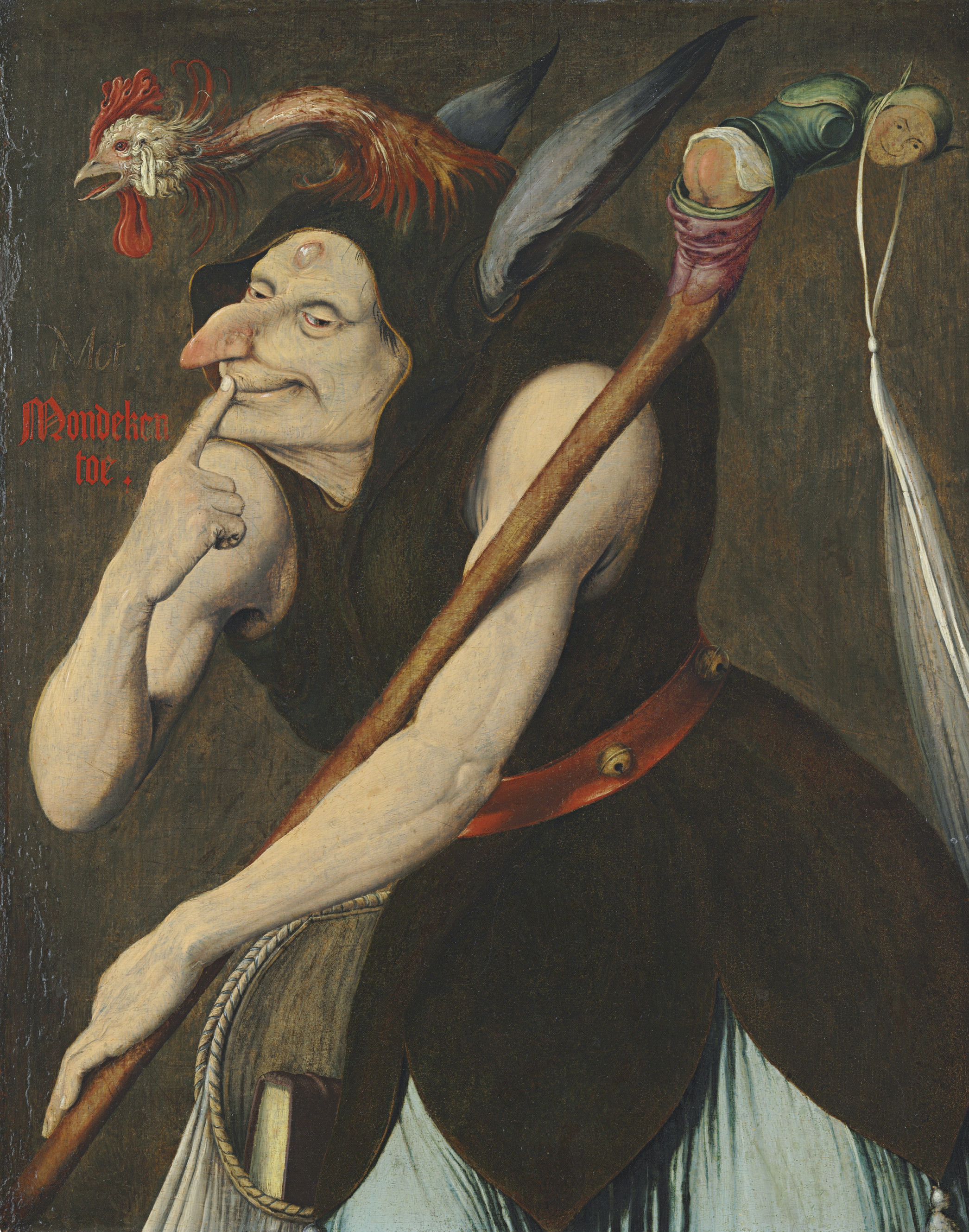

حماقت (انگلیسی: Stupidity) کمبود هوش، فهم، عقل و عقل سلیم است. آگاهی از حماقت، از صفات تعریف کننده زندگی هوشمندانه یعنی یک صفت بقا است.